# Cléofas
Cléofas (em hebraico:  קלופס; em grego:  Κλεόπας; em latim: Cleophas) foi tio de Jesus. Cléofas é identificado pela tradição como marido de Maria de Cléofas e pai de Simeão, que foi segundo bispo da Igreja de Jerusalém, após o martírio de Tiago, o Justo (irmão de Jesus).
É comemorado no dia 30 de outubro na Igreja Ortodoxa e em 25 de setembro no Martirológio Romano.

## Etimologia
Alguns escritores afirmam que o nome Clopas em João 19, 25 ("Maria de Clopas" Κλωπᾶς) é uma forma helenizada de um nome aramaico reivindicado Qlopha (קלופא), e que o nome de Cléofas ou Clopas (Κλεόπας) é uma forma abreviada de "Cleopatros", um nome grego que significa "glória do pai" (mais conhecido na forma feminina Cleópatra). No contexto bíblico, refere-se à designação matrimonial.

## Na Bíblia
Cléofas aparece em Lucas 24, 13-35, como um dos dois discípulos que viajavam de Jerusalém até Emaús. Ele é chamado pelo nome no versículo 18 enquanto que o nome de seu companheiro não foi registrado. Cléofas e seu amigo correm de volta para Jerusalém para dar as boas novas aos outros discípulos e ficam sabendo que Jesus também já tinha aparecido para um deles. O mesmo evento é mencionado em Marcos 16:12–13.

## Documentos históricos
Cléofas é mencionado na obra literária de Eusébio de Cesareia, chamada História Eclesiástica. Nesse livro, Eusébio cita a Tradição do período pós-apostólico, no qual foi registrado anteriormente por Hegésipo, que Cléofas era irmão de José, pai de Jesus.
| “ | "Depois do martírio de Tiago e da tomada de Jerusalém, que se seguiu imediatamente, é tradição que os apóstolos e discípulos do Senhor que ainda estavam vivos reuniram-se de todas as partes num mesmo lugar, junto com aqueles que estavam relacionados com o Senhor segundo a carne (pois a maioria deles também estava viva) para se aconselharem sobre quem seria digno de suceder a Tiago, e todos, por unanimidade, decidiram que Simeão, o filho de Clopas - mencionado também pelo texto do Evangelho - era digno do trono daquela igreja, por ser primo do Salvador, ao menos segundo se diz, pois Hegésipo relata que este Clopas era irmão de José." | ” |
|   | — , História Eclesiástica, livro III p. 60. |   |

## Livros apócrifos
O Evangelho do Pseudo-Mateus, provavelmente escrito no século VII, afirma que Maria de Cléofas era filha de Cléofas e Ana:

"Jesus os encontrou, com Maria, sua mãe, junto com sua irmã Maria de Clopas, que o Senhor Deus deu a seu pai Clopas e sua mãe Ana, porque eles ofereceram Maria, a mãe de Jesus, ao Senhor. E ela foi chamada pelo mesmo nome, Maria, para o consolo de seus pais."
A interpretação mais comum desse documento, é que "de Cléofas" indica o marido de Maria de Cléofas e posteriormente o pai de seus filhos, mas alguns veem "de Cléofas" como significando o pai de Maria. A tradição medieval via Cléofas como o segundo marido de Ana e pai de "Maria de Cléofas".

## Tradições concorrentes
- A tradição católica romana preserva a versão de que Cléofas é o mesmo que Alfeu (citado nos Evangelhos como pai de Santiago Menor e José), pois pela crença na virgindade perpétua de Maria, seria inconcebível a ideia de que Maria teve outros filhos além de Jesus.

- A tradição ortodoxa, mantém a visão de que Cléofas e Alfeu não são a mesma pessoa. Bem como Tiago, o Justo (irmão do Senhor) também não era o mesmo que Tiago Menor. Logo, os irmãos de Jesus não eram primos, mas sim meios-irmãos, filhos apenas de José de um casamento anterior, antes de casar com a Virgem Maria.

- Já na tradição protestante, predomina o fato de que a família de Jesus era composta em núcleos distintos. Ou seja, Um núcleo era composto por José, Maria, Jesus e seus irmãos (filhos do casal ou apenas de José). Enquanto o outro núcleo era composto por Cléofas, Maria de Cléofas e Simeão. Quanto a Tiago e José citados em Marcos 15:40, há dissensões para identificar primeiramente a mãe dos mesmos, devido ao emprego da vírgula, havendo distinção das mulheres citadas no texto, podendo assim, entender Maria de Cléofas como sendo "irmã de sua mãe", tanto como a Maria citada no texto sendo outra pessoa distinta. Neste caso a primeira visão confirma 3, enquanto outra, 4 mulheres nesta passagem.

- Na tradição de Jerusalém, herdada pelos judeus messiânicos, a visão é totalmente correspondente da tradição protestante, com a premissa de que Maria e José eram de fato pais dos irmãos de Jesus literalmente, fazendo então clara distinção dos núcleos familiares.

Epifânio de Salamina acrescenta que São José e Cléofas eram irmãos, filhos de "Jacó, de sobrenome Pantera", na sua obra Panarion.
De acordo com os fragmentos remanescentes da obra Exposição dos Ditos do Senhor do Pai Apostólico Pápias de Hierápolis, (que viveu 70–163 d.C.), Cléofas e Alfeu são a mesma pessoa: "Maria, a esposa de Cleophas ou Alphaeus, que era a mãe de Tiago o bispo e apóstolo, e de Simão e Tadeu, e de um José".
Já Eusébio de Cesareia em seu livro História Eclesiástica citando a Tradição sucessora dos Apóstolos vinda da obra de Hegésipo, (Memórias) descreve que Clopas era irmão de São José, e faz clara distinção dos irmãos de Jesus, quando trata de Tiago, o Justo (irmão do Senhor) e Judas como sendo irmãos de Jesus, enquanto se refere a Simeão como primo de Jesus. Eusébio também destaca a falta de intelecto em geral nas obras de Pápias de Hierápolis:
"O próprio Papias conta também outras coisas como tendo chegado a ele por tradição não escrita, algumas estranhas parábolas do Salvador e de sua doutrina, e algumas outras coisas ainda mais fabulosas. 12. Entre elas diz que, depois da ressurreição dentre os mortos, haverá um milênio, e que o reino de Cristo se estabelecerá fisicamente sobre esta terra. Eu creio que Papias supõe tudo isto por haver derivado das explicações dos apóstolos, não percebendo que estes haviam-no dito figuradamente e de modo simbólico.13. E aparece como homem de muito escassa inteligência, segundo se pode supor por seus livros. Mesmo assim, ele foi o culpado de que tantos escritores eclesiásticos depois dele tenham abraçado a mesma opinião que ele, apoiando-se na antiguidade de tal varão, como realmente faz Irineu e qualquer outro que manifeste professar ideias parecidas."